# NGC 3918
NGC 3918 (другие обозначения — PK 294+4.1, ESO 170-PN13, AM 1147-565) — планетарная туманность в созвездии Центавр.
Этот объект входит в число перечисленных в оригинальной редакции «Нового общего каталога».
В спектре туманности имеется более 750 эмиссионных линий, в том числе очень слабые линии Se, Kr, Rb и Xe.